# Ernährungssoziologie
Die Ernährungssoziologie oder Soziologie des Essens, Soziologie der Ernährung ist eine spezielle Konsumsoziologie, die sich mit der gesellschaftlichen Komponente von Ernährung beschäftigt. Forschungsfelder sind Unterschiede in den Kulturen, Veränderungen von Essgewohnheiten in der Geschichte und deren Gründe, Prognosen und Empfehlungen für die Politik, was die Ernährung betrifft.

## Grundansatz
Was Menschen essen und was nicht, in welchen Zubereitungsformen und zu welchen Mahlzeiten, ist gesellschaftlich bedingt und in verschiedenen Kulturen unterschiedlich. Da der Stoffwechsel des menschlichen Organismus prinzipiell omnivor funktioniert, kann darüber entschieden werden, welche Nahrungsmittel produziert oder aus einem bestehenden Angebot er konsumiert werden sollen. Dabei können in einzelnen Situationen sowohl bewusste als auch sozialstrukturell unbewusste Gründe eine Rolle spielen. Verschiedene kognitive und psychosoziale Faktoren spielen in der konkreten Entscheidungssituation womit sich wie ernährt wird, ebenso eine Rolle wie ökonomische und gesundheitliche Variablen, Gewohnheiten, persönlicher Geschmack und emotionale Befindlichkeit. Eine wichtige Rolle spielen auch Bezugspersonen und soziales Umfeld, zum Beispiel durch Vermittlung eines bestimmten Schönheitsideals. Auch der Geltungskonsum erlesener Speisen und Getränke gehört hierzu. Das aus subjektiven Präferenzen resultierende Konsumverhalten muss aus objektiver ernährungsphysiologischer Sicht nicht optimal sein.
Ernährungsverhalten kann erfasst, statistisch ausgewertet und in Modelle umgesetzt werden. Daraus ablesbare Konsummuster können soziologisch analysiert und gedeutet werden.
Auch die Ethnologie, wie etwa Audrey Richards, hat hier einschlägige Beiträge erarbeitet, wobei es mehrfache Überschneidungen zur Ernährungssoziologie gibt, wie das deutschsprachige Einführungswerk "Kulinarische Ethnologie – Beiträge zur Wissenschaft von eigenen, fremden und globalisierten Ernährungskulturen" belegt, in dem Ethnologen und Soziologen gemeinsam den aktuellen Forschungsstand (2018) publizierten. Der Terminus "Kulinarische Ethnologie" wiederum leitet sich aus einem Werk des auch in der Soziologie stark rezipierten Ethnologen Claude Lévi-Strauss ab, der 1968 ein Buchkapitel mit dem Titel "Petit traité d’ethnologie culinaire" (dt. Eine kleine Abhandlung in kulinarischer Ethnologie) veröffentlichte.

## Soziologische Klassiker zur Ernährungssoziologie
Ernährung ist in der Soziologie von Anfang an und wiederkehrend ein Thema gewesen, wenngleich keines, das herausragend ausgearbeitet worden wäre. Als wegweisend gilt der Aufsatz von Georg Simmel Soziologie der Mahlzeit von 1910, in dem er vergemeinschaftende Aspekte des gemeinsamen Essen und Trinkens herausarbeitet. Norbert Elias beschreibt in Über den Prozess der Zivilisation wie sich Tischsitten und die Verwendung von Esswerkzeugen (Besteck) sukzessive über die Jahrhunderte entwickelte und auch Pierre Bourdieu führt in seinem Hauptwerk Die feinen Unterschiede aus, wie Ernährungshandeln und Ernährungsverhalten als kulturelles Kapital habitualisiert zum Einsatz kommt.

## Komplexität der Ernährung in der Gegenwart
Die Gesellschaft in der Gegenwart ist eine globalisierte Gesellschaft, in der es nicht mehr nur eine einzige Ernährungskultur gibt oder räumlich strikt voneinander getrennte Regionalküchen. Stattdessen, so der Ernährungssoziologe Daniel Kofahl, ist eine Situation eingetreten, in der unterschiedlichste Ernährungskulturen überall miteinander in Kontakt treten und kein einheitliches Ernährungsparadigma mehr identifiziert werden kann. Es konkurrieren nun verschiedene Ernährungskulturen und Ernährungsstile miteinander, versuchen sich gegenseitig zu verdrängen oder bilden Hybridformen. Eine eindeutig "beste Form" der Ernährung ist nicht mehr zu bestimmen, da beispielsweise das Gesündeste selten das Wohlschmeckendste ist und umgekehrt. Die Menschen müssen sich in der Folge mit auf Komplexität ausgerichteten Entscheidungen bezüglich ihrer Ernährungsweisen auseinandersetzen, was unter anderem auch für die professionalisierte Ernährungslehre und Ernährungsberatung nicht folgenlos bleibt.

## Ernährungsarmut
Ein zentrales Thema ernährungssoziologischer Forschung ist die Ernährungsarmut. Hierbei wird zwischen "absoluter Ernährungsarmut" und "relativer Ernährungsarmut" unterschieden. Absolute Ernährungsarmut ist vor allem ein Problem, welches dauerhaft fast nur in Ländern des globalen Südens auftritt. Allerdings wird auch in Ländern des globalen Nordens zunehmend öfters eine temporär auftretende absolute Ernährungsarmut diagnostiziert. Die Soziologen Stefan Selke und Sabine Pfeiffer weisen hierbei auf sich etablierte Institutionen wie "Die Tafeln" oder "Suppenküchen" hin. Die beiden Soziologen zeigen aber auch am Beispiel Deutschland, wie die relative Ernährungsarmut zunimmt. Hierbei geht es primär um "alimentäre Teilhabe", also die Möglichkeit, durch eine entsprechende finanzielle Kaufkraft, an der kulinarischen und gastronomischen Kultur der Gegenwartsgesellschaft selbstbestimmt teilhaben zu können.

## Extremsituationen
Auch Katastrophen wie eine Hungersnot sind stark sozial bedingt: Es sind dies immer auch akute Verteilungskämpfe in Zeiten der Knappheit, bei denen die Verhungernden unterliegen (vgl. auch Wucher).

## Materielle Kultur der Ernährung
Die Benutzung von bestimmtem Essbesteck ist nicht physiologisch zwingend, außer um die Nahrung mundgerecht vor dem Verzehr zu verkleinern. In Norbert Elias’ Über den Prozess der Zivilisation findet sich eine aufschlussreiche Erörterung zum Bedeutungswandel des Messers und der Einführung der Gabel. Den Einfluss sozialkultureller Faktoren auf die Verwendung von Essbesteck lässt sich unter anderem daran erkennen, dass weltweit nur eine Minderheit der Menschen überhaupt Esswerkzeuge (Gabel, Löffel, Messer, Stäbchen) verwendet. Der Großteil der Esskulturen beinhaltet keinerlei Esswerkzeuge oder Reglements, solches zu benutzen. Stattdessen wurde die meiste Zeit der Menschheitsgeschichte und auch noch heute wird, weltweit gesehen, überwiegend mit der Hand gegessen.